# Desigualdad de Ono
En matemáticas, la desigualdad de Ono es un teorema sobre triángulos en el plano euclídeo. En su forma original, fue formulado como conjetura por T. Ono en 1914. La desigualdad es en realidad falsa; aunque la declaración es verdadera para triángulos agudos y triángulos rectángulos, como lo demostró Balitrand en 1916.

## Declaración de la desigualdad
Considérese un triángulo agudo o rectángulo en el plano euclidiano con lados de longitudes a, b y c y el área A. Entonces
{\displaystyle 27(b^{2}+c^{2}-a^{2})^{2}(c^{2}+a^{2}-b^{2})^{2}(a^{2}+b^{2}-c^{2})^{2}\leq (4A)^{6}.}
Esta desigualdad falla para los triángulos generales (a los que se aplicó la conjetura original de Ono), como se muestra en el contraejemplo {\displaystyle a=2,\,\,b=3,\,\,c=4,\,\,A=3{\sqrt {15}}/4.}
La desigualdad se cumple como una igualdad en el caso de un triángulo equilátero, en el que por semejanza se tienen lados {\displaystyle 1,1,1} y área {\displaystyle {\sqrt {3}}/4.}